# Niederburg
Niederburg est une municipalité du Verbandsgemeinde Sankt Goar-Oberwesel, dans l'arrondissement de Rhin-Hunsrück, en Rhénanie-Palatinat, dans l'ouest de l'Allemagne.